# Річний (Юргинський округ)
Річни́й (рос. Речной) — селище у складі Юргинського округу Кемеровської області, Росія.
Стара назва — Томський.

## Населення
Населення — 562 особи (2010; 565 у 2002).
Національний склад (станом на 2002 рік):
- росіяни — 94 %